# Infinity Land
Infinity Land è il terzo album discografico del gruppo musicale alternative rock dei Biffy Clyro, pubblicato nel 2004 dalla Beggars Banquet Records.

## Tracce
Testi e musiche di Simon Neil, eccetto dove indicato.
1. Glitter and Trauma – 5:10
2. Strung to Your Ribcage – 2:40
3. My Recovery Injection (Neil, James Johnston) – 4:14
4. Got Wrong – 2:58
5. The Atrocity – 3:10
6. Some Kind of Wizard – 3:51
7. Wave Upon Wave Upon Wave – 5:47
8. Only One Word Comes to Mind – 4:30
9. There's No Such Man as Crasp – 1:25
10. There's No Such Thing as a Jaggy Snake – 4:50
11. The Kids from Kibble and the Fist of Light – 3:54
12. The Weapons Are Concealed – 3:31
13. Pause It and Turn It Up – 25:31 – Contiene la traccia nascosta Tradition Feed che parte del minuto 24:27 della precedente

Durata totale: 71:31

## Formazione
Biffy Clyro
- Simon Neil - voce, chitarra
- James Johnston - basso, voce
- Ben Johnston - batteria, voce